# سكوت كلارك
سكوت كلارك (بالإنجليزية: Scott Clark)‏ هو دراج أمريكي، ولد في 8 يونيو 1962 في مورغان هيل في الولايات المتحدة.